# Жопа
Жопа — четвертий студійний альбом російського музичного гурту АукцЫон. Записаний був у 1990 році. Перше видання альбому вийшло у 1990 році в урізаному варіанті — без двох пісень — під назвою «Дупло» на вініловій платівці. Перевидання 1992 та пізніших років уже виходили під назвою «Жопа» (при цьому тривалість деяких пісень порівняно з вініловим диском була помітно меншою).

## Список пісень
| LP | LP        | LP         |
| #  | Назва     | Тривалість |
| -- | --------- | ---------- |
| 1. | «Пионер»  | 05:12      |
| 2. | «Немой»   | 05:19      |
| 3. | «Боюсь»   | 05:56      |
| 4. | «Ябеда»   | 04:33      |
| 5. | «Самолёт» | 06:14      |
| 6. | «Любовь»  | 05:54      |
| 7. | «Вру»     | 05:33      |
| 8. | «Убьют»   | 04:20      |

| CD  | CD        | CD         |
| #   | Назва     | Тривалість |
| --- | --------- | ---------- |
| 1.  | «Колпак»  | 6:00       |
| 2.  | «Немой»   | 3:28       |
| 3.  | «Пионер»  | 5:00       |
| 4.  | «Боюсь»   | 3:50       |
| 5.  | «Ябеда»   | 3:16       |
| 6.  | «Самолёт» | 4:28       |
| 7.  | «Любовь»  | 2:45       |
| 8.  | «Вру»     | 4:26       |
| 9.  | «Выжить»  | 4:44       |
| 10. | «Убьют»   | 5:34       |

## Учасники запису
- Борис Шавейніков — барабани, перкусія;
- Віктор Бондарік — бас, перкусія;
- Павло Літвінов — перкусія;
- Дмитро Матковський — гітара;
- Дмитро Озерський — синтезатор, підспівки;
- Кирило Міллер — художник;
- Микола Рубанов — саксофон, синтезатор;
- Леонід Фьодоров — вокал, гітара, перкусія, бек-вокал;
- Олег Гаркуша — вокал;
- Дмитро Кутєргін — електроскрипка;
- Володимир Вєсьолкін — жіночий голос;
- Олег Сальхов — звукорежисер;
- Михайло Раппопорт — помічник звукорежисера.